# Хрватска кухиња
Хрватска кухиња је специфична врста европске, југоисточне (балканске или оријенталне) и медитеранске кухиње. Разлике у избору хране су највеће између копнених и приморских делова Хрватске и њених јадранских острва.
На унутрашњу (континенталну) кухињу утицала је словенска, мађарска и турска кухиња. Ову кухињу карактерише разноликост састојака и обилна употреба зачина (црног бибера, паприке и белог лука).
На приморску кухињу Хрватске утицали су углавном грчка и римска кухиња, касније и медитеранска кухиња, посебно италијанска. У приморској кухињи се масовно користи маслиново уље и зачинског биље (рузмарин, жалфија, ловоров лист, оригано, мајоран, љуте црвене паприке, цимет, каранфилић, мушкатни орашчић, кора лимуна или наранџе, бели и црни или црвени лук.

## Подела по регионима
Хрватска кухиња се може поделити на неколико регионалних кухиња, унутар којих такође постоји подела на локалне кухиње, као што су:
Кухиње јадранске Хрватска
- истарска кухиња,
- далматинске кухиња,
- дубровачке кухиња.

Кухиње централна и источна (Панонска) Хрватска
- личка кухињa,
- подравска кухиња,
- славонске кухиња.

Кухиње северозападна Хрватска
- међимурске кухиња,
- загорске кухиња,

Све имају своје посебне традицијоналне карактеристике подручја на коме су, настале, али су добро познате и у другим околним земљама. и деловима Хрватске. Тако да се собзиром на величину хрватске већина јела могу наћи широм земље, у локалним варијантама.

## Сиреви
- Сиреви ( подручје Лике и Горског котара ) - локални пашњаци кравама, козама и овцама пружају слободу и обиље хране. Квалитет њиховог млека и сира је тада висок. Тврди или мекани сиреви се праве, димљени и непушени. Методе сазревања сира су традиционалне и преносе се генерацијама.
- Пашки сир (острво Паг ) - прави се од млека оваца које слободно пасу на острву. Има посебан укус који млеку даје биље које расте на острву.
- Соски сир (шкрипавац) и скута са подручја Кордуна и Лике
- Сир из Цетинске крајине Цетински сир
- Сир са острва Крк Крчки сир
- Сир из Међимурја Турош
- Сир из Подравине Прга
- Свежи сир (једе се са врхњем) из Загорја (сир и врхње, често су виђени као најзначајнија хрватска традиционална храна)

- Сиреви са подручја Хрватске
- Пашки сир
- Краснарски сир (Оточац)
- Кравља скута (Оточац)
- Пашки сир
- Сир Рунолист
- Крчки овчији сир
- Турош
- Шкрипавац
- Сир са врхњем
- Баса из петровачког краја
- Продаја сира на пијаци у Загребу
- Сир са острва Пага

## Супе и чорбе
Супе или јухе су саставни диео оброка у Хрватској и ниједан недељни породични оброк или било која посебна прилика неће проћи без ње. Најпопуларније супе су на бази чорбе, са додатком тестенине или кнедли од јаја и гриза. Супе су обично лагани како би се у стомаку оставило простора за главно јелуо и посластицу. 
Међутим, популарне су и супе на бази креме или пасте, а постоје и бројне локалне варијације традиционалних супа. У Далмацији се обично служи рибља супа са комадићима рибе, шаргарепом и пиринчем.
- Манештра је класична хрватска супа која се састоји од кукуруза из конзерве или смрзнутог, пасуља, кромпира, сланине. сувог меса (сува ребра, коленица), белог лука, веза першуна, бибера, соли, алеве паприке и широких резанца.[5] Манештра је аутохтоно истарско јело које без обзира на облик и друге састојке, увек садржи зрна кукуруза . Популарно је широм северног Јадрана . Служи се као предјело ако је главни састојак поврће, али може се послужити и као главно јело ако садржи „јаче састојке“ попут меса. Фестивал истарске манештре одржава се сваке године у јуну у Грачишћу .
- Телећа супа са димљеним месом
- Говеђа чорба са тестенином или пастома
- Супа од печурака, посебно са вргањима
- Супа од копра
- Загорска супа  (чорба) са вргањима, сланином, слатком паприком може је класика загорске кухиње и обавезни део јеловника свих загорских бака. Загорска супа је популарно, издашно јело, идеално за хладне јесење дане. Јака је и заситна и богатог укуса. Иако се најчешће служи као супа, може бити и самостални оброк, ако јој се дода кромпир.[6]
- Прежгана супа
- Пилећа супа

- Супе и чорбе
- Рибља супа
- Чорбаст пасуљ
- Загорска супа

## Пасте (јела од теста)
Тестенина је један од најпопуларнијих прехрамбених производа у хрватској кухињи, посебно у регији Далмације. Манистра је на пример (тестенина са парадајз сосом) један од основнаих. 
Остали популарни сосови укључују кремасти сос од печурака, сос од млевеног меса и многи други. 
Свежа тестенина (резанци, крпице) додаје се у супе и чорбе или се припрема са скутом, купусом, чак и са орасима или маком. 
Кромпирино тесто је популарно, не само за прављење њоки (њоки), већ и за прављење кнедли од шљива или сира које се кувају, а затим брзо прже у презли и маслацу.
- Жганци - јело од кукурузног брашна у словеначкој и севернохрватској кухињи, познато и као палента (палента, пура) у Истри и Далмацији.
- Њоке, често послужени уз паштицаду или гулаш
- Фужи, типична тестенина из Истре
- Макароне на иглама
- Штрукли - печено или кувано пуњено пециво из Загорја, подручје Загреба.
- Крпице са зељем - тестенина са динстаним купусом
- Шпорки макарули - традиционална тестенина са месним сосом са укусом цимета, из Дубровника и околине
- Палента - каша припремљена од кукурузног брашна, која се служи као прилог зачињеним јелима, али и као засебан оброк, иначе врло слична качамаку у Србији.

- Јела од теста (пасте и пите)
- Млинци
- Паленат
- Сопарник
- Загорске штрукле
- Жганци
- Међумурска гибаница

## Јела
Типична јела хрватске кухиње су: стонске остриге, тјестенина с тартуфима, такозвани црни рижото и још много тога.  Нека подручја нуде специјалитете које нећете наћи нигдје другдје у Хрватској. Жабље краке служе се у планинским пределима, у граду Локве. Ријечни раци су специјалитет у планинском подручју изнад Кварнерског залива. На подручју Лике служе се медвјеђе шапе и медвјеђи пршут. Што се тиче прилога, додатак јелима од меса и рибе обично је кромпир, шпароге, артичоке, тестенине или различите врсте купуса.

### Јела од меса
- Пљескавица - месна палачинка печена на жару од млевеног меса (свињетина, говедина, овчетина или од неколико врста меса), лука и зачина.
- Ћевапчићи  - припрема се од мешавине зачињенеог маснијег млевеног меса, немасне свињетине и јагњетине или овчетине. Смеша се формира у издужене шишарке и пече на жару.
- Жгвацет (истарски специјалитет) - храна припремљена од различитих врста меса и живине, у облику гулаша или паприкаша. Најчешће се служи са тестенином.
- Свињско печење у млеку (истарски специјалитет) - свињско печење са укусом биља, попут босиљка или оригана, које се постепено крчка у млеку. Служи се са кромпиром, пиринчем или поклопцем.
- Котловина - котлети печени заједно са кобасицом, поврћем, богато зачињени и подливени квалитетним вином, припремљени у посебној посуди директно на ватри
- Легло - далматински прилог риби, манголф куван у сланој води заједно са ситно сецканим кромпиром, после кувања капље се маслиновим уљем и белим луком по укусу
- Умак ајвар, славонска ломача (славонска ватра) - оштар еквивалент чешке Леце од пржене црвене паприке и патлиџана
- Печена ћуретина са млинцима (јело из Славоније ) - ћуретина печена са специјалном тестенином. Ово јело припрема се као божићни оброк у многим славонским домаћинствима.
- Кромпир са јагњетином под сачем (подручје Лике и Горског котара) - пека или сач је велика керамичка округла здела са поклопцем од гвожђа или керамике. Овако направљена јела имају посебан оригиналан укус са мирисом горућег дрвета.
- Паштицада (регија Далмација ) - говедина, маринирана у зачинима и винским сирћетом, затим динстана са црвеним вином и осталим састојцима најмање три сата. Служи се уз кнедле од кромпира, њоке од кромпира или тестенинеу на игли..
- Сарма - јело припремљено од мешавина млевеног меса и пиринча умотаног у лист киселог купуса

- Јела од меса, теста и сиреви”
- Блитва
- Пљескавица
- Ћевапчићи
- Кулен
- Котловина
- Млинци
- Паштицада
- Сарма
- Истарска јагњетина са кромпиром и луком
- Ајвар

### Јела од рибе и морских плодова
- Кувана риба на лешо - цела или резана риба кува се у води са маслиновим уљем, винским сирћетом, ловоровим листом, целим бибером и целим луком. Служи се уз кувани кромпир и салату од поврћа.
- Бродет (брудето, брудет) - риба исечена на комаде с прженим луком заједно са зеленим першуном, ловоровим листом, белим луком и парадајзом. Служи се са палентом (кукурузни каша), кромпира или белим хлебом.
- Црни рижото (црни рижот) - рижото са комадићима морских плодова, храна добија специфичну боју захваљујући боји која садржи мастило сипе.
- Лигње на жару - лигње припремљене на роштиљу
- Пржене младе лигње - хоботница нарезана на кришке умотана у брашно и пржена у маслиновом уљу. Насољене су и одмах послужене са хлебом и салатом од поврћа.
- Салата од лигњи - куване лигње послужене са младим луком, преливене маринадом од маслиновог уља, винског сирћета, згњеченог белог лука и зачинског биља
- Пуњене лигње  - пуњене мешавином белог лука, першуна, шунке, презле, маслиновог уља, бибера и соли. Пуњене лигње се пеку у рерни. Служе се уз динстано поврће или салату од поврћа.
- Кувани рак - куван у води са винским сирћетом 30 до 60 минута. Тада се месо ракова уклања, подлева тартар сосом и сервира са хлебом и салатом од поврћа.
- Гирице ситна риба која је пре припреме, само сољена, умотана у брашно и пржена на маслиновом уљу. Служе се уз хлеб и салату од поврћа.
- Морнарски рижото - припремљен од пиринча, лигњи, шкољки и ракова са луком, белим луком, парадајзом, зачинима и белим сувим вином. Све се пржи па кува.
- Шкрпина, риба од жохаре (истарски специјалитет) - припремљена на начин за форд (обилати фиш паприкаш), са мало белог лука, парадајза, маслиновог уља и белог вина
- Бузара (истарски специјалитет) - припремљено у лонцу од мешавине дагњи и поврћа, ствара се јело слично гулашу.

- Риба на граделе (на жару, Далмација) - риба се маже уљем, посипа зачинским биљем и пече на роштиљу. Затим се поврће пече на роштиљу - паприка, тиквице, патлиџан.
- Гулаш од шарана (регија Славонија) - припрема се на исти начин као месни гулаш и ставља велику количину црвене паприке, често љуте.

- Јела од рибе и морских плодова”
- Бродет
- Лигње на жару
- Црни рижото
- Морнарски рижото
- Салата од хоботница
- Јастог

### Кобасице и шунка
- Кулен (Кулин) - зачињена свињска кобасица из Славоније, од свињског меса, ароматизована белим луком и зачињен љутом млевеном паприком
- Чешњовка - зачињена свињска кобасица хармоничног туропољског укуса белог лука
- Кобасица - зачињена, ваздушно сушена или димљена кобасица (мађарски: колбасз)
- Салама из Самобора
- Славонска шваргла
- Суџук из унутрашњости Далмације
- Истарски и далматински пршут - суво сушена шунка
- Панчета из Далмације
- Шпек из континенталне Хрватске
- Каштрадин - димљено овчетино или козје месо, кастрираног овна или јарца. Назив је добио по латинској речи castrare (кастрирати).
- Омболо
- Бура (истарски специјалитет) - сушена свињетина слична пршуту. Суши се на јаком северозападном ветру званом бура.

- Сувомеснати производи”
- Домаћа кобасица
- Далматински пршут
- Суво месо
- Шокол за време сушења

## Слаткиши
- Орахњача/Маковњача - штрудла од дизаног теста пуњена млевеним орасима односно маком
- Њоке са шљивама - кнедле од кромпира пуњене шљивама, преливене маслацем и посуте презлом.
- Фритуле - крофне са сувим грожђем
- Кроштуле - хрскаво тесто са румом
- Папрењаке - украшени правоугаони колачићи са медом, орасима и бибером
- Рожата (далматински пудинг) - богати пудинг направљен од млека, јаја и карамелизованог шећера. Украшен је воћем.
- Међимурска гибаница - слатка гибаница од лиснатог теста прављена са четири надева: ораси, сир, мак и јабуке.

- Слаткиши”
- Орехњача
- Фритуле
- Кростуле
- Рожата
- Међимурска гибаница
- Воћни ролат